# 浅野洋一郎
浅野 洋一郎（あさの よういちろう、1956年11月26日 - ）はJRA・美浦トレーニングセンターに所属していた元調教師。浅野武志調教師は義父。旧姓は小島。

## 経歴
1956年東京都新宿区にて4人兄姉の末子として出生。当時「小島」姓を名乗っていた洋一郎であるが暫くして両親が離婚し、彼だけが母方の故郷である山梨県の富士吉田市の祖母の元で幼少期を送る。
その後、母が浅野武志調教師(東京競馬場所属)と息子洋一郎を連れて再婚。洋一郎は東京の府中市にある小学校へ転校、再び東京に移り住むこととなる。洋一郎は母の再婚後も小島姓を名乗っていたが中学1年の夏に自らの希望により「浅野」へと姓を改めている。
中学1年生から父・武志の厩舎業務を手伝うようになった洋一郎は、やがて馬関係の仕事に就きたいと告げ、「馬をやるなら『馬の足元』を勉強するのが一番」という父・武志の助言もあり、駒場学園の装蹄畜産科を経て麻布獣医大学へと進学。1979年春の大学卒業時に獣医資格を取得し、装蹄師と獣医師の資格を併せ持つこととなる。
卒業後、宇都宮育成牧場の研修生として1年間を過ごした後、洋一郎は「ウチ（浅野厩舎）でなく、外で（他厩舎）修行しなさい」という武志の意向から父の元を離れ、1980年5月より美浦・二本柳一馬厩舎の調教助手してホースマンデビューを果たす。二本柳厩舎の元には13年間所属し、担当馬から重賞馬は出せなかったが「故障馬・弱い馬をいかに我慢して使い、再生するかを馬主と意思疎通しながら結果を出す」ことを学んだという洋一郎は1993年調教師免許を取得している。
1年間の技術調教師研修を経て1994年開業。3月12日に初出走、同年6月11日に初勝利を挙げる。初年度の勝利数は2勝に終わるも、以後1995年から2003年にかけて概ね毎年勝利数を2桁に乗せ、3年目の1996年には管理馬のアミサイクロン・ミナモトマリノスでそれぞれ重賞勝利とクラシック三冠競走への出走を果たしている。
なお、当時としては珍しく関西への遠征に積極的で、多くの管理馬を栗東に常時滞在させて一般競走にも管理馬を積極的に出走させていた。ミナモトマリノスの菊花賞挑戦にあたっても栗東での滞在競馬を試みており、栗東留学でGIを制してきた小島茂之調教師はこの時に調教助手として関わっている。
夢は父の取れなかった春の天皇賞である(父の浅野武志は騎手時代にトサミドリで皐月賞と菊花賞、調教師時代にイシノヒカル・イシノアラシで菊花賞・有馬記念(2回)を制している)。また、日本ダービーよりも菊花賞への想いは強く、父の管理したイシノマサルが菊花賞に向けて3歳で京都大賞典を制したローテーションを意識して、ミナモトマリノスは京都大賞典から菊花賞に臨んだ(ただし、イシノマサルは脚部不安により菊花賞は回避)。
父の影響から馬主に損をさせないことを考え、基本的には牡馬の1,500万円を上限に、価格の安い馬を探すために北海道に行く際は1回で25～30軒程の牧場を回って馬を決めている。代表馬のミナモトマリノスは当歳時から注目していたが、この上限を上回りそうな声が他からかかっていた。しかし、牧場側が値段じゃなくて熱心に見にきてくれた方にということで、浅野厩舎への入厩に至ったという逸話もある。
近年は管理馬から重賞勝利馬が出ることは無く、勝利数も2004年以降は1桁で推移と低迷が続いているが、預託を受けた馬のオーナーが預けてくれる限り成績に関係なく最後まで面倒をみると言う姿勢を持ち、その例として管理馬のジョッシュは脚部不安を抱えながらも2歳の新馬デビューから足掛け6年の8歳の9月に平地・障害を通じて初勝利を挙げ、雑誌の優駿に取り上げられたりもした。また、成績が頭打ちになった転厩馬を受け入れ、時間をかけて立て直し、勝ち星をあげることもしばしばみられる。
競走馬の引退後も警視庁騎馬隊、神社の御神馬、大学時代の先輩の乗馬クラブ、高校の乗馬クラブなど多くの愛馬のその後の生活も見守っている。なお、警視庁騎馬隊については父の代からの付き合いで、クラシック三冠や天皇賞にも出走したミナモトマリノス、マイネルワイズマンも『新世』『光輝』と名前を改め活躍していた。他にもトウショウヒューマ、グランスクセーなどが騎馬隊に所属し、この2頭は2015年8月1日から9月6日に新潟競馬場で開催された企画展『引退馬の余生を考えよう』でも紹介されており、ここからも引退後の繋養先確保に精力的であることが窺える。なお、同企画展のイメージキャラクターとなったボムクレイジーの父はトウショウヒューマと同じグリーングラスである。
また、過去に浅野厩舎に所属していた現役調教師も多く、その人数は小島茂之調教師等5名にも及ぶ。
2013年には管理馬から久々にトウショウクラウンがオープン馬となった。また、障害馬の育成にも積極的である。
2012年8月18日、新潟競馬第6競走2歳新馬をスズヨストラで制し、中央競馬通算200勝を達成した。
2023年9月1日、調教師の勇退届が提出され、定年まで約4年を残し、同月20日付で調教師を勇退した。

## 調教師成績
|            | 日付          | 競馬場・開催  | 競走名       | 馬名             | 頭数 | 人気 | 着順 |
| ---------- | ------------- | ------------- | ------------ | ---------------- | ---- | ---- | ---- |
| 初出走     | 1994年3月12日 | 2回小倉5日8R  | 4歳上500万下 | メルバテイオー   | 14頭 | 8    | 11着 |
| 初勝利     | 1994年6月11日 | 1回札幌1日4R  | 4歳未勝利    | ハルノジョーオー | 12頭 | 2    | 1着  |
| 重賞初出走 | 1995年10月1日 | 4回中山8日11R | クイーンS    | ベルグユーミン   | 17頭 | 13   | 17着 |
| 重賞初勝利 | 1996年3月9日  | 1回中山5日11R | マーチS      | アミサイクロン   | 14頭 | 14   | 1着  |
| GI初出走   | 1996年4月14日 | 2回中山8日11R | 皐月賞       | ミナモトマリノス | 18頭 | 3    | 4着  |

主な管理馬
- ミナモトマリノス（1996年若葉ステークス、京都大賞典2着、皐月賞4着）
- アミサイクロン（1996年マーチステークス）
- マイネルワイズマン（1997年UHB杯）
- トウカンイーグル（1997年名古屋優駿2着・1997年ダービーグランプリ5着・1997年スーパーダートダービー5着）
- セントパーク（1998年北九州短距離ステークス）
- ニシノシタン（2003年ジュニアカップ・2005年京成杯オータムハンデキャップ2着）
- ブラックレディ（2008年新潟ジャンプステークス2着）
- トウショウクラウン（2010年全日本2歳優駿5着）
- ハクサン（2013年中山新春ジャンプステークス）
- ダイワポライト（2013年フラワーカップ5着）

## 主な厩舎所属者
※太字は門下生。括弧内は厩舎所属期間と所属中の職分。
- 小島茂之（1994年-1999年 調教助手）
- 奥平雅士（1996年-1997年 調教助手）
- 池田鉄平（1997年-? 騎手）
- 小手川準（1998年-2000年 調教厩務員）
- 大和田成（2001年-2005年 調教助手）
- 高木登（2005年-2006年 調教助手）
- 矢嶋大樹（2007年‐2012年 厩務員→調教厩務員→調教助手）[4]